# Holcocephala dimidiata
Holcocephala dimidiata là một loài ruồi trong họ Asilidae. Holcocephala dimidiata được Hermann miêu tả năm 1924. Loài này phân bố ở vùng Tân nhiệt đới.